# Zoe Arancini
Zoe Elise Arancini, född 14 juli 1991 i Perth, är en australisk vattenpolospelare. Hon ingick i Australiens damlandslag i vattenpolo vid olympiska sommarspelen 2016, 2020 och 2024.
Arancini växte upp i en familj där båda föräldrarna hade spelat vattenpolo. Hon tog VM-silver 2013 och VM-brons 2019. Hon var lagkapten när Australien tog OS-silver i damernas turnering i vattenpolo vid olympiska sommarspelen 2024.